# Estrées-Deniécourt
Estrées-Deniécourt è un comune francese di 310 abitanti situato nel dipartimento della Somme nella regione dell'Alta Francia.

## Società

### Evoluzione demografica
Abitanti censiti